# Luiz Magnelli
Luiz Caetano Magnelli (Rio de Janeiro, 2 de junho de 1944), mais conhecido apenas como Luiz Magnelli, é um ator brasileiro.

## Filmografia

### Televisão
| Ano       | Título                    | Personagem            | Notas                                    |
| --------- | ------------------------- | --------------------- | ---------------------------------------- |
| 2023      | Fuzuê                     | Esmeraldino           | Capítulo: "80"                           |
| 2020      | Detetives do Prédio Azul  | Charles Darwin        |                                          |
| 2018      | O Tempo Não Para          | Padre de 1886         | Episódio: "31 de julho"                  |
| 2017-2018 | 1 Contra Todos            | Odisseus              |                                          |
| 2016      | Êta Mundo Bom!            | Peçanha               |                                          |
| 2011      | O Astro                   | Galego                |                                          |
| 2011      | Macho Man                 | Seu Anescar           |                                          |
| 2010-2012 | Zorra Total               | Vários personagens    |                                          |
| 2009      | Caminho das índias        | —                     |                                          |
| 2009      | Geral.com                 | Valdomiro             |                                          |
| 2008      | Faça Sua História         | Batista               | Episódio: "O Noivo Sumiu"                |
| 2008      | Malhação                  | Padre Honório         |                                          |
| 2007      | Paraíso Tropical          | Miguel                |                                          |
| 2006      | Sítio do Pica-Pau Amarelo | Sancho Pança          |                                          |
| 2005      | O Pequeno Alquimista      | Astrolábio            |                                          |
| 2004      | A Diarista                | Português             |                                          |
| 2004      | Senhora do Destino        | Vital                 |                                          |
| 2003      | Os Normais                | Taxista português     | Episódio: "Ter Respeito É Trair Direito" |
| 2002      | Desejos de Mulher         | Goulart               |                                          |
| 2001      | Porto dos Milagres        | Josiel                |                                          |
| 1999      | Força de Um Desejo        | Gaspar                |                                          |
| 1997      | Canoa do Bagre            | —                     |                                          |
| 1997      | Mandacaru                 | Eliovaldo Porto       |                                          |
| 1995      | Tocaia Grande             | Florêncio             |                                          |
| 1995      | Irmãos Coragem            | Prefeito              |                                          |
| 1992      | Perigosas Peruas          | Raimundo              |                                          |
| 1991      | O Sorriso do Lagarto      | Galego                |                                          |
| 1990      | Mico Preto                | Contra-filé           |                                          |
| 1988      | Bebê a Bordo              | Maître do restaurante |                                          |
| 1987      | Mandala                   | Soneca                |                                          |
| 1986      | Selva de Pedra            | Delegado              |                                          |
| 1985      | Roque Santeiro            | Decembrino            |                                          |
| 1984      | Corpo a Corpo             | Mestre de obras       | Participação Especial                    |
| 1978      | Ciranda, Cirandinha       | —                     | Episódio: "O Momento da Decisão"         |
| 1975      | Cuca Legal                | Edgar Brandão         |                                          |
| 1975      | O Noviço                  | Meirinho Xenxém       |                                          |
| 1974      | O Espigão                 | Padilha               |                                          |
| 1973      | O Bem-Amado               | Inspetor              | Participação especial                    |
| 1970      | Pigmalião 70              | Terêncio              |                                          |
| 1968      | Passo dos Ventos          | —                     |                                          |

### Cinema
| Ano  | Título                                | Personagem   | Notas          |
| ---- | ------------------------------------- | ------------ | -------------- |
| 2018 | Antes que Eu me Esqueça               | Milton       |                |
| 2011 | O caso Libras                         | —            | Curta-metragem |
| 2008 | Feliz Natal                           | Expedito     |                |
| 1982 | Insônia                               | —            |                |
| 1977 | Um Marido Contagiante                 | Farmacêutico | [ 3 ]          |
| 1977 | O Sexomaníaco                         | —            |                |
| 1976 | As Mulheres Que Dão Certo             | —            |                |
| 1976 | As Aventuras de um Detetive Português | Faxineiro    |                |
| 1976 | As Loucuras de um Sedutor             | Sacristão    |                |

### Teatro[4]
- 2018 — Jesus Menino
- 2003 — A Louca de Copacabana
- 2001 — Um Pijama para Seis
- 1998 — Fantasmas
- 1987/1988 — Camas Redondas, Casais Quadrados
- 1983 — Vargas
- 1982/1983 — Amadeus
- 1979 — O Pagador de Promessas
- 1979 — Um Rubi no Umbigo
- 1979 — Comitê da Vila Maria
- 1975/1976 — Gota D'Água
- 1974 — O Primeiro Tango na Mauá
- 1973 — Sermão para Um Machão
- 1970 — Society em Baby-Doll
- 1966 — As Troianas